# Sunny Optical Technology
Sunny Optical Technology (Group) Company Limited — китайская частная компания, крупный разработчик и производитель оптики и микроэлектроники (входит в число крупнейших публичных компаний Китая). Основана в 1984 году, официально зарегистрирована на Каймановых островах, штаб-квартира расположена в уезде Юйяо города Нинбо.

## История
Компания основана в 1984 году как Yuyao County Second Optical Instruments Factory, в 1985 году переименована в Yuyao City Second Optical Instrument Factory. В 1988 году завод начал тесно сотрудничать с Чжэцзянским университетом. В 1993 году на базе завода Yuyao Optoelectronic было создано коллективное предприятие Yuyao City Zhonglida Optoelectronic Company, которое в 2000 году было переименовано сначала в Zhejiang Sunny Limited, а затем в Sunny Group Limited. 
В 2006 году была основана холдинговая компания Sunny Optical Technology (Group) Company Limited, зарегистрированная на Каймановых островах. В 2007 году она вышла на Гонконгскую фондовую биржу, а в 2017 году вошла в состав индекса голубых фишек Hang Seng.

## Продукция
Sunny Optical Technology производит линзы, призмы и линзовые модули, камеры для мобильных телефонов, ноутбуков, цифровых фотоаппаратов и систем видеонаблюдения, оборудование для 3D-сканеров и 3D-принтеров, автомобильные зеркала, научные, промышленные и школьные микроскопы, различные оптические системы и измерительные датчики для служб безопасности, геодезические инструменты, медицинское и фармацевтическое оборудование. 
Компания является поставщиком комплектующих для производителей смартфонов Huawei, Oppo, Vivo и Samsung Electronics. Главным конкурентом Sunny Optical Technology является тайваньская компания Largan Precision, которая поставляет камеры для Apple.

## Структура
Производственные и научно-исследовательские предприятия компании расположены в Нинбо, Ханчжоу, Чжуншане, Шанхае и Тяньцзине. Дочерние компании Sunny Optical Technology базируются в Японии, Южной Корее, Сингапуре, Вьетнаме, Индии, США и на Тайване.